# Selenanthias barroi
Selenanthias barroi är en fiskart som först beskrevs av Pierre Fourmanoir 1982.  Selenanthias barroi ingår i släktet Selenanthias och familjen havsabborrfiskar. Inga underarter finns listade i Catalogue of Life.